# Firelight
Firelight är en folkmusikgrupp från Malta. Gruppen består av medlemmarna  Michelle Mifsud, Richard Edward Micallef, Tony Polidano, Matthew Ellul och Leslie Decesare.

## Eurovision Song Contest
Gruppen stod som vinnare i Maltas uttagning till Eurovision Song Contest 2014  med låten Coming home. Gruppen deltog i andra semifinalen den 8 maj och kom vidare till final, där den slutade på 23:e plats med 32 poäng.